# Скворцов Іринарх Поліхронійович
Ірина́рх Поліхронійович Скворцо́в  (1847 — †1921), гігієніст, народився в Самарській губ., у родині свящ. 1871 закінчив мед. фак. Казанського університету, з 1875 — доц. у ньому, з 1882 — проф. Варшавського, з 1885 — Харківського, з 1906 — Київського університетів.
Автор 150 друкованих праць, присвячених питанням гігієни, санітарії, історії медицини, та низки підручників: «Основные вопросы лечебной гигиены» (1895)' «Основы гигиологии и гигиены» (1900), «Военно-полевая гигиена» (1904) та ін. С. був засновником гігієнічної школи, яка розглядала гігієну як науку в міцному зв'язку з фізико-хім. та біол. процесами у природі в цілому.